# ヒルデ・ホロフスキー
ヒルデ・ホロフスキー（ドイツ語: Hilde Holovsky、1917年4月29日 - 1933年7月3日）は、オーストリア、ウィーン出身のフィギュアスケート選手（女子シングル）。
1931年世界選手権銀メダリスト。1931年欧州選手権銅メダリスト。
1933年7月3日、虫垂炎を患い亡くなる。

## 主な戦績
| 大会/年            | 1930-31 | 1931-32 | 1932-33 |
| ------------------ | ------- | ------- | ------- |
| 世界選手権         | 2       |         | 3       |
| 欧州選手権         | 3       | 4       | 4       |
| オーストリア選手権 |         | 1       | 1       |